# Gabriele Schmidt (Politikerin)

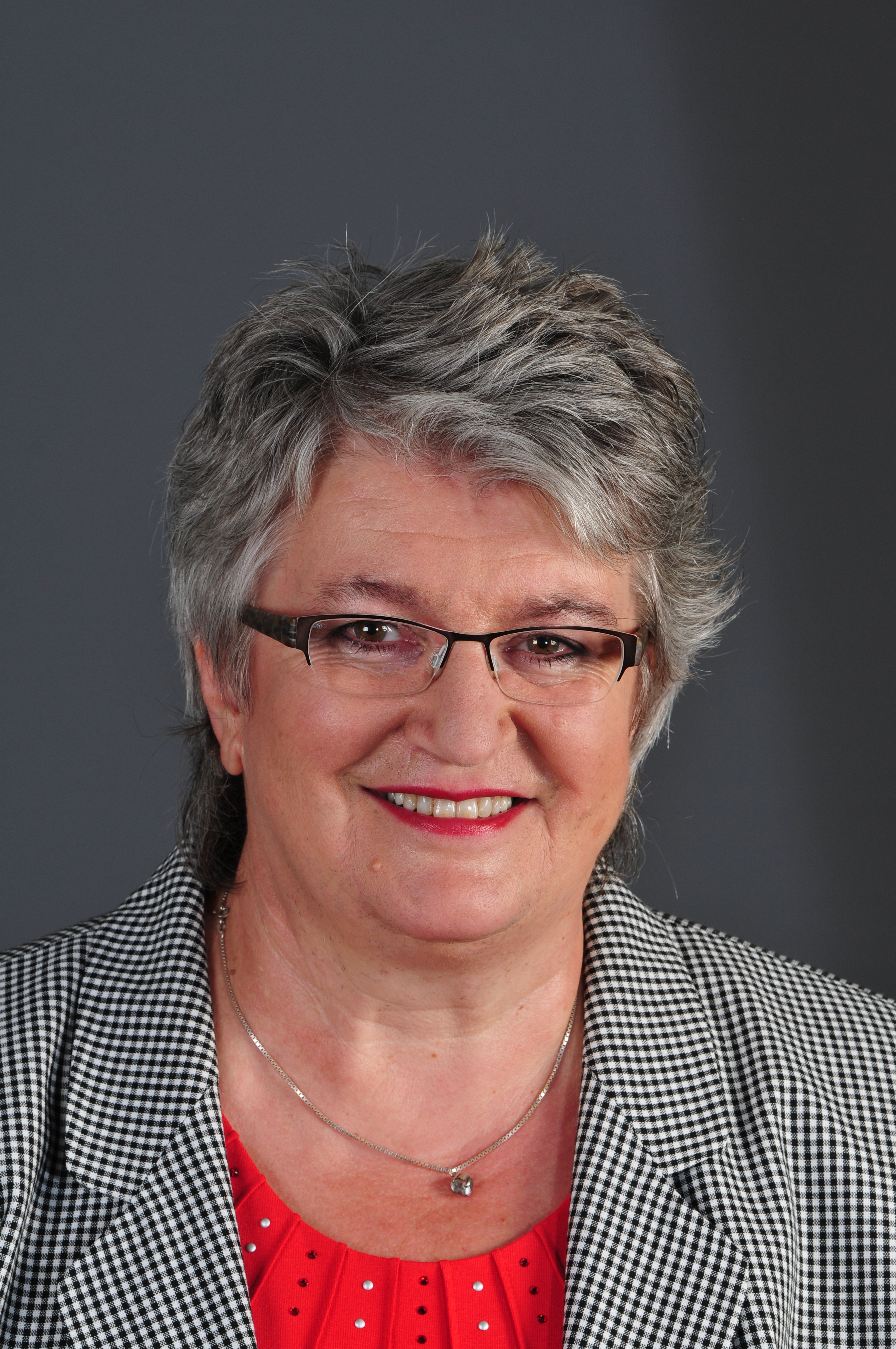
Gabriele Schmidt 2014

Gabriele Schmidt (* 2. Juli 1956 als Gabriele Isele in Grafenhausen) ist eine deutsche Politikerin (CDU).

## Leben und Beruf
Nach dem Abitur am Hochrhein-Gymnasium Waldshut begann sie 1975 eine Ausbildung als Industriekauffrau und war im Anschluss in mittelständischen Betrieben in diesem Beruf tätig. Zuletzt war sie bis zum Einzug in den Deutschen Bundestag Verkaufsleiterin bei einem mittelständischen Betrieb in Horheim. 
Schmidt ist verwitwet.

## Politik
1974 trat sie der CDU und 1976 der Christlich-Demokratischen Arbeitnehmerschaft bei. Seit 2008 ist sie Vorsitzende des CDU-Gemeindeverbands Ühlingen-Birkendorf. Seit dem Jahr 1992 ist sie Schatzmeisterin im CDA Bezirksverband Südbaden. 
Seit 2010 ist sie die stellvertretende Kreisvorsitzende des CDU-Kreisverbandes Waldshut und stellvertretende Bezirksvorsitzende der CDA. Weiterhin ist sie die Vorsitzende des CDA-Kreisverbandes Waldshut. 
Am 22. September 2013 wurde Schmidt bei der Bundestagswahl 2013 über Platz 13 der CDU-Landesliste Baden-Württemberg in den Deutschen Bundestag gewählt. Dort vertritt sie den Wahlkreis Waldshut
in der 18. Legislaturperiode. Ab März 2017 war Schmidt stellvertretende Vorsitzende des Ausschusses Arbeit und Soziales. Dem 2017 gewählten Bundestag gehört sie nicht mehr an.

## Sonstiges Engagement
Gabriele Schmidt engagiert sich ehrenamtlich als stellvertretende Vorsitzende im Trägervereins des Frauen- und Kinderschutzhauses Kreis Waldshut e.V. 